# Milecio Vallejos Bravo
Milecio Vallejos Bravo (Chota, 28 de abril de 1942) es un político peruano. Fue vicepresidente del Gobierno Regional de Amazonas, desde el 1 de enero del 2019 hasta el 31 de diciembre del 2022, y alcalde de la provincia de Utcubamba 3 ocasiones.

## Biografía
Milecio Vallejos nació en el distrito de Llama, ubicado en la provincia de Chota del departamento de Cajamarca en Perú, el 28 de abril de 1942.
Hizo sus estudios primarios en el Colegio San Lorenzo de Llama de su ciudad natal y los secundarios en el Colegio San José de Chiclayo.    
En 1980, como miembro de Acción Popular participó en las elecciones municipales postulando para regidor de la Municipalidad Distrital de Bagua Grande y de la provincia de Utcubamba, elegido para el periodo 1981-1983, siendo reelecto para los periodos 1984-1986 y 1987-1989.
En 1992 se presenta como candidato a la alcaldía de la provincia de Utcubamba, accediendo al cargo de alcalde de Utcubamba para el periodo 1993-1995 y siendo reelecto para el periodo 1996-1998. Intentó sin éxito una segunda reelección como alcalde  y en el año 2001 fue candidato al Congreso de la República por el partido político Proyecto País.
En las elecciones del año 2010, Vallejos es nuevamente elegido como alcalde de Utcubamba para el periodo 2011-2014.
En las elecciones regionales del año 2018, acompañó a Oscar Altamirano Quispe en su candidatura a la presidencia del Gobierno Regional de Amazonas por el Movimiento Regional Fuerza Amazonense. Milecio Vallejos fue elegido como vicegobernador para el periodo 2019-2022.